# Bura (chi bọ rùa)
Bura là một chi bọ cánh cứng trong họ Coccinellidae.